# Epok
För andra betydelser, se Epok (olika betydelser).
|  | Wiktionary har en ordboksartikel om epok. |

En epok (av franska époque, grekiska εποχή) är en längre tidsperiod, en tidsålder med karakteristiska kännetecken, en avgränsad period.
Inom olika typer av historia kan epoker ha olika längd – en epok inom arkeologi spänner över några århundraden eller årtusenden, medan en epok inom geologi kanske täcker årmiljoner. Även inom konst, musik, arkitektur och litteratur kan man tala om epoker eller tidsepoker.